# Lamine Ouattara
Lamine Ouattara (Lopou, 14 de junio de 1998) es un futbolista marfileño, nacionalizado burkinés, que juega en la demarcación de delantero.

## Selección nacional
Hizo su debut con la selección de fútbol de Burkina Faso el 16 de enero de 2021 en un encuentro del campeonato Africano de Naciones de 2020 contra Malí que finalizó con un resultado de 1-0 a favor del combinado maliense tras el gol de Siaka Bagayoko.

## Clubes
| Club                 | País                            | Año       | Partidos | Goles |
| -------------------- | ------------------------------- | --------- | -------- | ----- |
| JC de Bobo Dioulasso | Burkina Faso                    | 2016-2018 |          |       |
| AS SONABEL           | Burkina Faso                    | 2018-2021 | 49       | 26    |
| JS Kabylie           | Argelia                         | 2022-2023 | 37       | 5     |
| Salitas FC           | Burkina Faso                    | 2023-2024 | 24       | 4     |
| AS Vita Club         | República Democrática del Congo | 2024-2025 |          |       |